# حزب مطالبه آزاد
حزب مطالبهٔ آزاد یک حزب اسلام‌گرای کرد در ترکیه است.

## تاسیس
حزب مطالبهٔ آزاد در سال ۲۰۱۲ از دل جنبش مستضعفین -که تشکیل شده از افراد حزب‌الله است- بیرون آمد. هرچند حسین یلماز در این باره می‌گوید: «ما را منتسب به حزب‌الله می‌دانند اما ما از آنان جدا هستیم. ما به عنوان جنبش مستضعفین دارای شناسنامه قانونی و آشکار هستیم. اما حزب‌الله یک حرکت غیرقانونی و زیرزمینی است. در چند ماه آینده خواهید دید که حزب ما با نام حزب دعوای آزاد، در همه صحنه‌ها حضور جدی و فعال خواهد داشت». همچنین در یک سخنرانی دیگر در این رابطه گفت :«نسبت دادن حرکت ما به حزب‌الله ترکیه و یادآوری مسائل سالیان گذشته یک تلاش هدفمند برای مبارزه با گروه ما است و ما کاملاً مستقل هستیم.» حسین یلماز آغاز تأسیس حزب را اینگونه شرح می‌دهد: «ما در سوریه با خالد مشعل و چند عضو دیگر حماس گفتگو کردیم. مشعل شخصاً به ما توصیه کرد که فعالیت دینی، سیاسی و اجتماعی خود را در چهارچوب یک حزب رسمی و قانونی جلو ببریم.»
این حزب مهمترین حزب اسلام‌گرا در میان کردهای ترکیه است. این حزب خط مشی خود را در مقابل هر دو جریان حزب عدالت و توسعه و حزب صلح و دموکراسی عنوان کرده است. حسین یلماز در این باره گفته است: «جنبش ما به دنبال اثبات این واقعیت است که کردها غیر از مسائل قومی، فرهنگی و سیاسی، مطالبات دینی و مذهبی نیز دارند و در حال حاضر این مطالبات نه از سوی حکومت پاسخ داده می‌شود و نه مجموعه پ‌ک‌ک و حزب صلح و دموکراسی به این موضوع توجهی می‌کند. در نتیجه ما چاره را در آن دیده‌ایم که وارد میدان شویم و امیدواریم درانتخابات پیش روی شهرداری‌ها به اندازه توان و ظرفیت‌های خود موفقیت کسب کنیم.» همچنین:«من تاکنون در چندین سخنرانی اعلام کرده‌ام که احزاب عدالت و توسعه و صلح و دموکراسی نمی‌توانند خواسته‌های اسلامگرایان کُرد را برآورده کنند و این حزب در آینده‌ای نزدیک نشان خواهد داد که راه نجات کردها در مکاتب کمالیسم و آپوییسم نیست.»
پس از کنگره حزب در تیر ۱۳۹۲ و برگزاری انتخابات در کنگره حزب، زکریا یاپیجی اوغلو با کسب ۴۴ رای از ۴۵ رای به رهبری حزب انتخاب شده و جایگزین مهمت حسین یلماز شد.

## درگیری با هواداران پ‌ک‌ک
اعضای این حزب، پیشینه درگیری‌های خونینی با پ‌ک‌ک در دهه ۹۰ دارند در سال ۱۳۹۲ دو درگیری میان آنان رخ داد. ابتدا این درگیرها در دانشگاه دجله به مدت چند هفته شروع شد. طرفداران پ‌ک‌ک نیز اقدام به آتش زدن ساختمان‌های این حزب در شهرهای آغری و یوکسک‌اوا کردند. پس از آن بود که اعضای این گروه بر روی افراد شرکت‌کننده در یک عروسی -که از طرفداران پ‌ک‌ک بودند- در شهر باتمان آتش گشودند. هرچند مطالبه آزاد در بیانیه‌ای این اقدام را محکوم کرد و گفت این اقدام هیچ ربطی به حزب ما ندارد.

## طرفداری از مرسی
این حزب در بیانیه‌ای برکناری محمد مرسی رئیس جمهور مصر را محکوم و متعاقب آن طرفداران خود را خیابان‌های دیاربکر کشانده و بدلیل کودتا علیه مرسی تظاهرات کردند. حسین یلماز در این تظاهرات گفت:«کودتای مصر، تلاش برای ضربه زدن به دموکراسی نوپای مصر نبوده و در حقیقت، حمله به اسلام و ارزش‌های اسلامی بود.»